# Нарганг, Ингрид
Ингрид Нарганг (нем. Ingrid Nargang; 17 апреля 1929 — 10 мая 2019) — австрийский адвокат, судья и историк современности. С 1964 по 1993 год она была главой окружного суда в Энгельхарццелле. Она была первой женщиной, возглавившей сельский окружной суд в судебной системе Австрии

## Биография
Алиса Ингрид Аннемари Нарганг родилась в Черновцах, Румыния, 17 апреля 1929 года. Она происходила из старинной австрийской семьи государственных служащих. Ее прадедушка был классическим филологом и директором средней школы Стефаном Вольфом; дед был юристом. Семья жила в Черновцах на Буковине, которая до конца Первой мировой войны принадлежала короне Австрийской монархии, затем попала в Королевство Румыния и в настоящее время частично находится на Украине (включая Черновцы). Ее воспитывали мама и бабушка. Отец оставил семью, когда ей было два года.
Летом 1940 года, когда Наргангу было одиннадцать лет, началось переселение граждан немецкого происхождения в Германию. Вместе с матерью и бабушкой Нарганг сначала переехала в Нижнюю Силезию, затем в Верхнюю Силезию. Когда к концу Второй мировой войны советские войска приблизились в Силезию, они бежали в Верхнюю Австрию.
Будучи из семьи так называемых «изгнанников» и «этнических немцев», Нарганг с осени 1945 года стала посещать среднюю школу в Гмундене. После окончания ее в 1948 году она изучала юриспруденцию в Инсбруке. В 1952 году получила докторскую степень в области права. Год проработала в судебном делопроизводстве и решила получить образование по экономике. В 1959 году она защитила докторскую диссертацию по социальным и экономическим наукам. За это время Нарганг уже начал работать в качестве стажера юриста в Линце и сдала экзамен на адвоката. Впоследствии она работала юристом в магистратуре Линца.
В 1963 году Нарганг стала судьей. С 1964 года до выхода на пенсию в 1993 году Нарганг возглавляла районный суд Энгельхарццелля. Она была первой женщиной, возглавившей австрийский сельский окружной суд.
Как современный историк, Нарганг исследовала историю буковинских немцев и положение беженцев в Верхней Австрии после Второй мировой войны. Она также была одним из основателей региональной команды немцев Буковины в Линце.
В последующие годы Нарганг жила в Энгельхарццелле, Линце и Вене.
Скончалась в Шердинге 10 мая 2019 года.